# Kasteel van Hoogveld

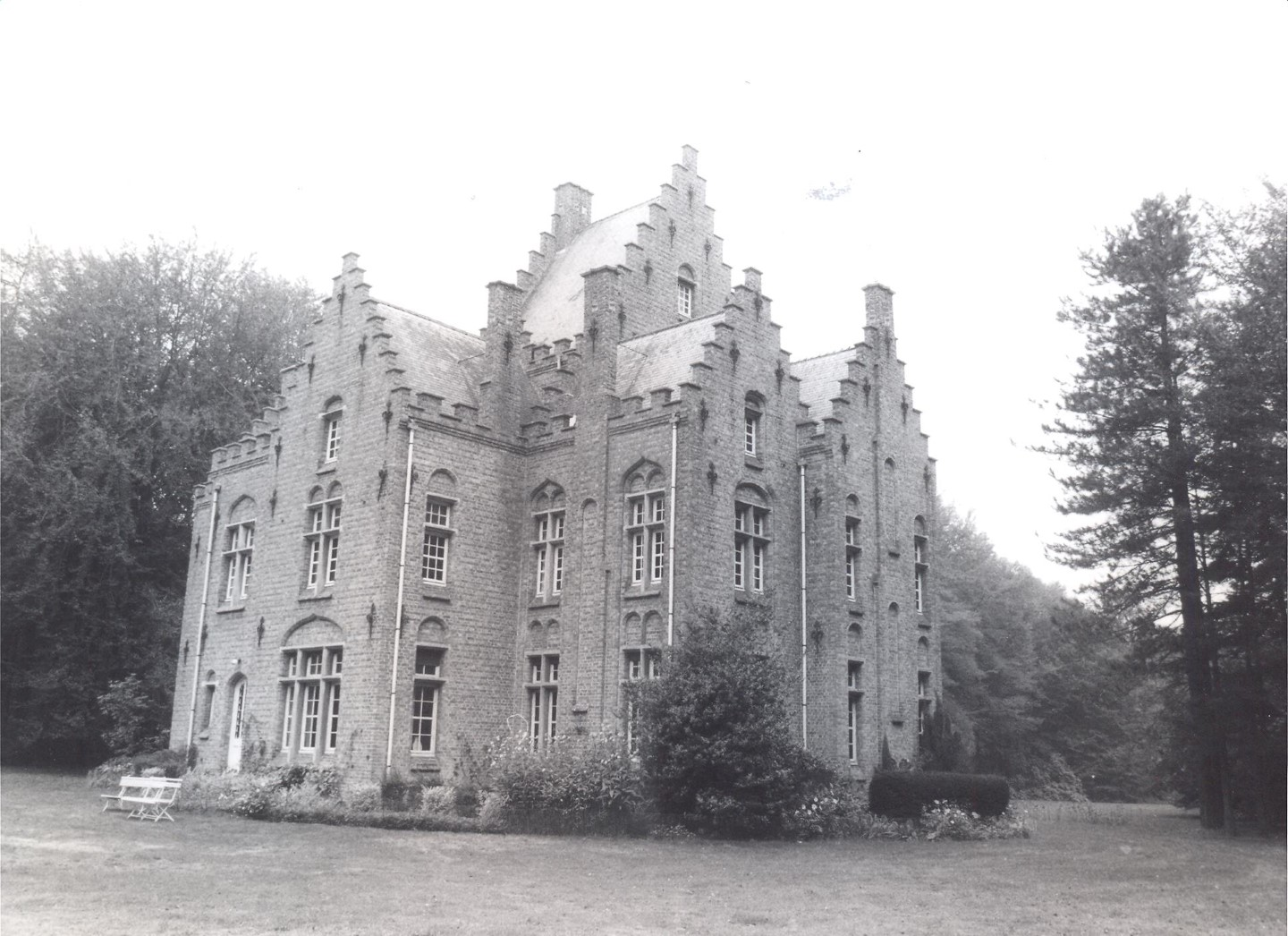
Kasteel van Hoogveld in 1986

Het Kasteel van Hoogveld is een kasteel in de tot de Oost-Vlaamse gemeente Aalter behorende plaats Maria-Aalter, gelegen aan Aalterstraat 84.

## Geschiedenis
Het kasteeltje werd gebouwd in 1925 in opdracht van K.G. De Pelichy, naar ontwerp van Jules Carette.
Het neogotisch bakstenen gebouw bevat diverse trapgevels. Het ligt in de bossen van het Hooggoed.